# Тисяча (карти)
Тисяча (1000, «штука») — картярська гра, яку можуть грати два, три або ж чотири гравці. Метою гри є набрати в сумі більше тисячі очок. Грають колодою з 24 карт, в якій присутні карти чотирьох мастей від дев'ятки до туза.

## Підготовка до гри
Перед грою із колоди викидають усі зайві карти, так щоб залишилися карти від дев'ятки до туза (24 карти). Для гри також потрібен лист паперу та ручка. Один із гравців береться вести підрахунок гри. Листок розкреслюється на декілька колонок в залежності від кількості гравців (дві, три або чотири). Зверху колонок пишуться імена гравців.

## Підрахунок очок
Карти підраховуються у відбою кожного гравця по закінченню чергового розіграшу (раунду) гри.
В тисячі (1000) карти мають такі значення:
- дев'ятка -0
- валет — 2
- дама — 3
- король — 4
- десятка — 10
- туз — 11

Відповідно до очок іде старшинство карт. Тобто десятка старша за дев'ятку, валета, даму і короля. Усі карти разом дають 120 очок.
У тисячі ключовим поняттям є мар'яж (мельдунок) — король і дама однієї масті в одного гравця. Коли гравець оголошує мар'яж (мельдує), то масть мар'яжу стає козирною. При цьому козирна масть може змінюватись, але для цього гравці повинні оголосити інший мар'яж («перемельдувати») під час гри. Оголошення відбувається, коли надходить черга ходити гравцю і він має на руках потрібну пару короля та дами, він кидає одну з карт цієї пари і оголошує мар'яж (мельдує). Мар'яж зараховується гравцю вкінці розіграшу:
- червовий король та дама (K♥ Q♥) — 100 очок
- бубновий (дзвунковий) король та дама (K♦ Q♦) — 80 очок
- трефовий (хрестовий) король та дама (K♣ Q♣) — 60 очок
- піковий король та дама (K♠ Q♠) — 40 очок

## Роздача
Роздача дещо різниться в залежності від того скільки чоловік грає. Карти роздаються по колу за годинниковою стрілкою. Якщо грають троє або четверо гравців, то карти роздаються трьом гравцям, по сім карт кожному, при цьому три карти ідуть у прикуп. Якщо грають двоє, то робиться два прикупи по дві або по три карти в залежності від домовленості.
Перший хто роздає карти повинен дати сусіду справа зсунути колоду («збити карти»). Верхня, зсунута частина колоди перекладається під нижню частину. Якщо він забуває дати зсунути, то йому записують штраф у 120 очок. При цьому якщо після зсуву карт знизу випадає дев'ятка, то дається збити ще раз. Якщо тричі поспіль випадала дев'ятка, тому хто зсував записується штраф у 120 очок. Якщо знизу випадає валет, його ховають у середину, при цьому на карту за ним уже не звертають увагу. Якщо роздавальник погано роздавав карти (карта перевернулася, або ж роздав неправильну кількість) йому записують штраф (-120). Якщо грають четверо, то роздавальник залишається з прикупом у три карти. Він може заглянути у прикуп, проте забороняється підказувати іншим гравцям що там є. Це будуть його очки на поточний розіграш гри. Наступного разу роздаватиме наступний гравець зліва по колу.

## Торгівля
Після отримання карт гравці оцінюють свої шанси по набору очок. І починають торгівлю за прикуп по годинниковій стрілці. Перший хто сидить зліва від роздавача мусить набрати 100 очок. Кожен наступний може збільшити ставку на 5-ть (не більше) або ж сказати пас. Якщо він пасує, то припиняє участь у торгівлі. Прикуп забирає той хто заявить найбільшу ставку. При цьому гравець не може заявляти більше 120 очок, якщо не має мельдунку. Якщо він це зробить і його впіймають на цьому, то йому записують штраф (-120).
Коли переможець торгів встановився, він забирає прикуп собі. Якщо грає двоє, то при роздачі роблять два прикупи. Один з прикупів забирається, а інший залишається лежати не відкритий (в кінці другий прикуп забирає той, хто забрав останню «взятку»). Невідкритий прикуп забезпечує незнання карт партнера по грі. Прикуп, що береться показується усім. Якщо грають четверо очки прикупу приписуються гравцеві, що роздавав. Далі участь в розіграші беруть троє гравців.
Гравець, що взяв прикуп оцінює свої можливості взяти карти у грі і оголошує кількість очок яку він забов'язується взяти рівну або більшу за ту, що він оголошував. Якщо він не набере цю кількість, від його рахунку віднімається ця кількість очок. Якщо набирає стільки очок або більше, записується лише та кількість, яку він оголосив. Якщо гравець при оцінці своїх можливостей бачить, що не зможе набрати оголошену при торгівлі кількість очок, то він може «розписати» (приписати кожному гравцю по 60 очок і закінчити розіграш) або ж «впасти» (-120 від його рахунку). Розписувати переважно можна лише раз або ж три розписування далі падіння на 120 очок. Часто правила розпису і падіння встановлюються за домовленістю.

## Хід гри
Після того як гравець що взяв прикуп оголосив кількість очок, яку він збирається взяти, він забов'язаний роздати по карті своїм суперникам. Якщо грають двоє і в прикупах було по три карти, то він дає одну карту супернику і одну кладе у невідкритий прикуп. Якщо дві, то дається лише одна карта супернику. В кожного гравця в результаті однакова кількість карт. Далі гравець починає хід і кладе карту на стіл. Забороняється починати гру із мельдування. Тому найчастіше ходять із туза, найстаршої карти по масті, який забирає карти у суперників. Суперники по черзі, по колу за годинниковою стрілкою, мають покласти карту такої ж масті, а при відсутності будь-яку іншу. Якщо не покладе такої ж масті, а спробує схитрувати — штраф 120 очок. Хто поклав найбільшу карту — забирає усі три карти. Хто забирає карти — того хід. Після першого круга можна починати мельдувати. Коли у гравця є потрібна пара короля і дами однієї масті, він кидає якусь з цих двох карт і мельдує. Допоки його не буде переоголошено (перемельдовано) ця масть буде старшою (козирною). Таким чином козирні карти починаючи із дев'ятки і старше зможуть забрати будь-яку карту іншої масті, навіть туз. Проте козирні карти можна класти на інші лише в разі відсутності такої ж масті. Закінчується гра, коли на руках не залишається карт.

## Гра втемну
Гравець, що сидить зліва від роздавальника зразу ж при роздачі або в момент закінчення роздачі карт, до відкриття карт, набирає 1000 очок, може оголосити, що він грає «втемну». Таким чином не бачачи своїх карт він зголошується, що візьме 120 очок. Якщо він їх візьме, то його очки подвоюються, якщо ні то в таку ж подвоєну кількість очок його штрафують. Гравцю дозволяється йти в темну, якщо хтось інший не скаже, що іде більше.

## Особливості підрахунку гри
Після закінчення розіграшу усі карти в гравців підраховуються по їхніх номіналах та враховуючи мельдунки, які були ними здійснені. Якщо користувач, який брав прикуп не взяв оголошену ним кількість очок, йому відмінусовують ту кількість очок, яку він оголошував. Якщо він взяв ту ж суму або більше, записують лише оголошену ним кількість. Тобто, якщо він оголошував 130, а взяв 150, то записують лише 130. Іншим записують те, що в них на руках, плюс мельдунки.
При цьому, якщо користувач нічого не набирає, йому вписують прочерк «палку» у таблиці. При наявності трьох палок підряд, йому дають штраф у 120 очок.

## Бочка
Коли після підрахунку очок, користувач в загальному підрахунку набирає 880 і більше очок, то він «сідає на бочку». Йому записують 880 і далі він забов'язаний набрати 120 очок без мельдування. Мельдувати під час гри він може, проте мельдунок не буде зараховуватись йому в очки. З бочки потрібно вийти за три розіграші, інакше йому записують штраф (-120) і він покидає бочку. Бочку можна проскочити, якщо гравець за кількістю очок «проскакує» її, не сівши на неї, і набирає 1001

## Виграш
Виграє той гравець, що набирає більше 1000 очок.

## Домовленості
Правила гри можуть відрізнятися в залежності від прийнятих домовленостей між гравцями. Переважно домовленості стосуються, штрафів, розписування, сідання на бочку та виходу з неї.